# 平泉镇 (平泉市)
平泉镇，是中华人民共和国河北省承德市平泉市下辖的一个乡镇级行政单位。

## 行政区划
平泉镇下辖以下地区：
水泉社区、兴平社区、荣华社区、西城社区、双桥社区、东城社区、滨河社区、中大街社区、上台子社区、胜利街社区、府佑社区、盛世社区、绥远社区、祥宁社区、华墅社区、公园里社区、金星社区、虹桥社区、老杖子村、哨鹿沟村、城北村、双桥子村、东三家村、西三家村、白庙子村、土城子村、营坊村、房身沟村、黄杖子村、猴山沟村、红花沟村、于营子村、西坝村、二道河子村、红山嘴村、四合园村、瓦庙子村、哈叭气村、药王庙村、河南村、东南沟村、南岭村、瀑河沿村、康杖子村、赵杖子村、小道虎沟村和双洞子村。